# Osmoy (Cher)
Osmoy település Franciaországban, Cher megyében. Lakosainak száma 271 fő (2022. január 1.). Osmoy Bourges, Moulins-sur-Yèvre, Nohant-en-Goût, Saint-Germain-du-Puy, Savigny-en-Septaine és Soye-en-Septaine községekkel határos.

## Népesség
A település népessége az elmúlt években az alábbi módon változott:
| Lakosok száma | 264  | 210  | 265  | 204  | 270  | 316  | 269  | 263  | 264  | 271  |
|               | 1968 | 1982 | 1990 | 2006 | 2013 | 2015 | 2017 | 2019 | 2020 | 2022 |